# Salto Arapena
Salto Arapena (también escrito Salto Yuruaní;  Salto Arapena Merú, o en pemón: Arapená Merú) Es una cascada o caída de agua ubicada en el sector Oriental del Parque nacional Canaima, que administrativamente hace parte del Municipio Gran Sabana del Estado Bolívar al suroeste del país suramericano de Venezuela, específicamente en las coordenadas geográficas 05°05′29″N 61°05′45″O / 5.09139, -61.09583.
Es accesible por vía terrestre, encontradose cerca del Iwarkárima-tüpü . Sus aguas vienen del río yuruani y caen en forma de una cortina. Resulta interesante porque es posible explorar los espacios detrás de la caída de agua y su enorme caudal permite la práctica de diversos deportes en el río.-